# Hans Gygas
Hans Gygas (* 27. Mai 1872; † 31. Mai 1963 in Bremen) war ein deutscher Konteradmiral der Kaiserlichen Marine und Direktor des Flughafens Bremen.

## Leben
Hans Gygas trat am 14. April 1890 in die Kaiserliche Marine ein und wurde am 12. Oktober 1896 Leutnant zur See.
Beim Hereroaufstand 1904 erhielt Gygas, als Erster Offizier der Habicht, den Befehl ein Landungskorps von 54 Mann (darunter einem Arzt) zu leiten, welches den Befehl erhielt, nach Karibib zu marschieren und diesen Ort zu sichern, die Verbindung mit Swakopmund unter allen Umständen aufrechtzuerhalten. Am 16. Februar 1904 erlitten die Otjimbingwer Ovaherero unter Zacharias Zeraeua im Gefecht bei Lievenberg gegen dieses Landungskorps, welches mit weiteren Personen bis auf 80 Mann angewachsen war, eine Niederlage. Kurze Zeit später wurde das Landungskorps eingeschifft.
Später war er von Juni 1912, bis Juni 1913 noch eine Flugversuchsstation, bis April 1915 Kommandeur der Marinefliegerabteilung (Putzig) bzw. der I. Marine-Flieger-Abteilung, ab 8. März 1913 als Fregattenkapitän, und anschließend bis Ende Januar 1916 war er Kommandant der Roon und wurde in dieser Position am 17. Oktober 1915 zum Kapitän zur See befördert. Anfang Juli 1915 nahm die Roon am Gefecht bei Gotland teil. Bis Juni 1916 war er Kommandant des Kommandos des Luftfahrwesens beim Marinekorps und bis September 1916 Kommandant der Stralsund. Von September 1916 bis Dezember 1918 war er Kommandant des Großen Kreuzers Moltke. Im Oktober 1917 war die Moltke unter seinem Kommando als Flaggschiff Teil des Unternehmen Albion. Mitte Dezember 1917 war die Moltke dann im zweiten Seegefecht bei Helgoland eingebunden, musste dann aber ab Ende April 1918 durch einen Turbinenschaden bis August 1918 in die Werft. In dieser Zeit wurde Gygas durch Korvettenkapitän Hans Humann und Korvettenkapitän Schirmacher vertreten, sodass er im Juni/Juli 1918 kurzzeitig in Vertretung Führer der IV. Aufklärungsgruppe der Hochseeflotte war. Am 22. November 1919 wurde er aus der Marine verabschiedet.
Am 28. Februar 1920 erhielt er den Charakter als Konteradmiral verliehen.
Ab 1925 entstand auf den Plänen des ersten hauptamtlichen Geschäftsführers des Flughafens Bremen Gygas, die Halle A mit 2400 m². Ebenso konnte er beim Bremer Senat die Finanzierung weiterer Investitionen, wie eine neue Straßenanbindung erreichen. Bis 1933 blieb er Direktor des Flughafens Bremen und wurde durch Cornelius Edzard ersetzt.
Gygas brachte einige Exponate von seinen Reisen, u. a. ein Bootsschnabel eines Luf-Bootes, nach Deutschland, welche in das Museum für Völkerkunde der Universität Kiel kamen. Er war auch ordentliches Mitglied der Wissenschaftlichen Gesellschaft für Luftfahrt.